# Pośrednia (berg i Tjeckien)
Pośrednia är ett berg i Tjeckien.   Det ligger i regionen Olomouc, i den östra delen av landet, 190 km öster om huvudstaden Prag. Toppen på Pośrednia är 924 meter över havet.
Terrängen runt Pośrednia är huvudsakligen kuperad. Runt Pośrednia är det ganska tätbefolkat, med 52 invånare per kvadratkilometer. Närmaste större samhälle är Jeseník, 15,0 km öster om Pośrednia. I omgivningarna runt Pośrednia växer i huvudsak blandskog.